# 上海野生动物园

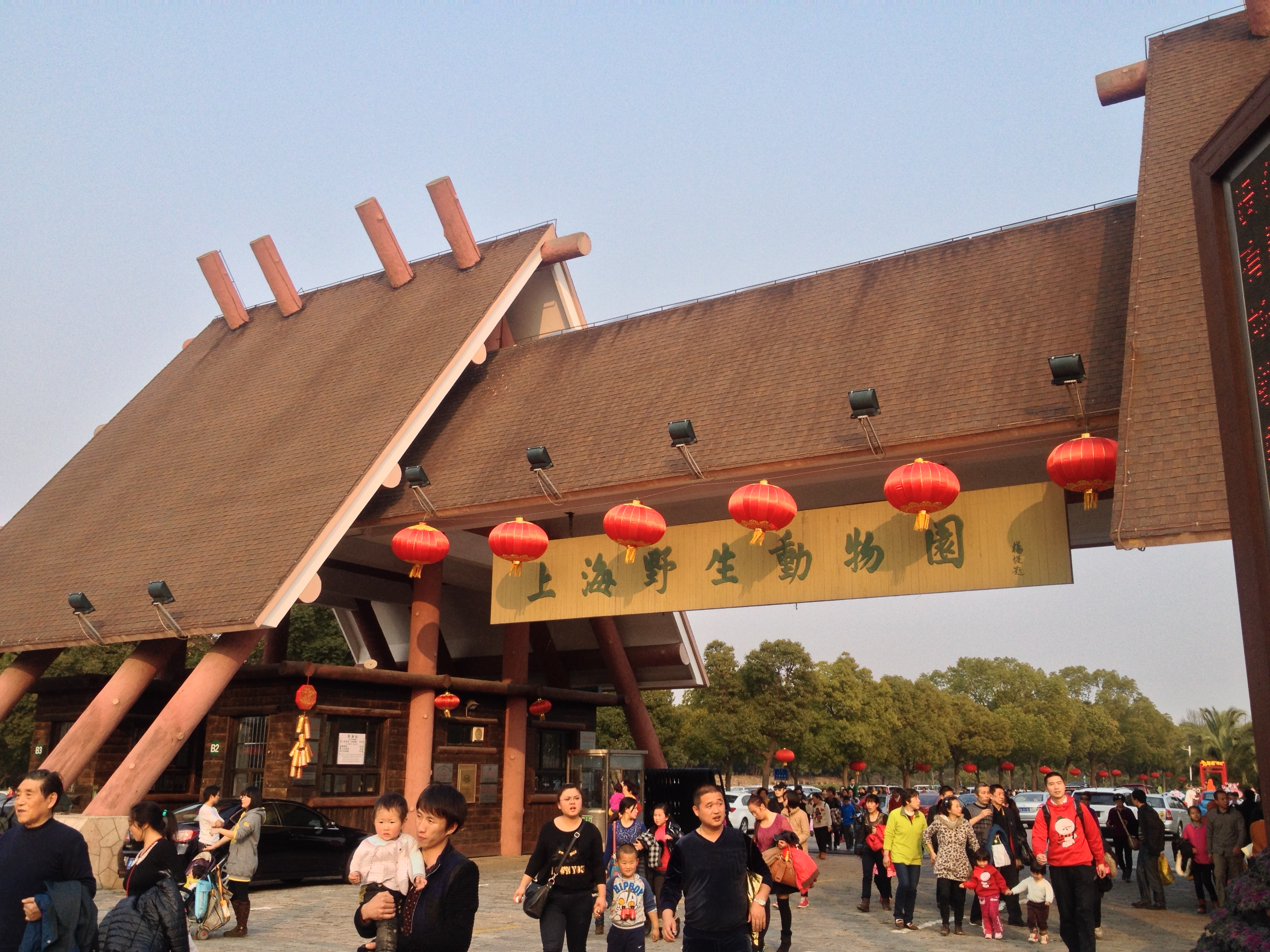
上海野生动物园大门

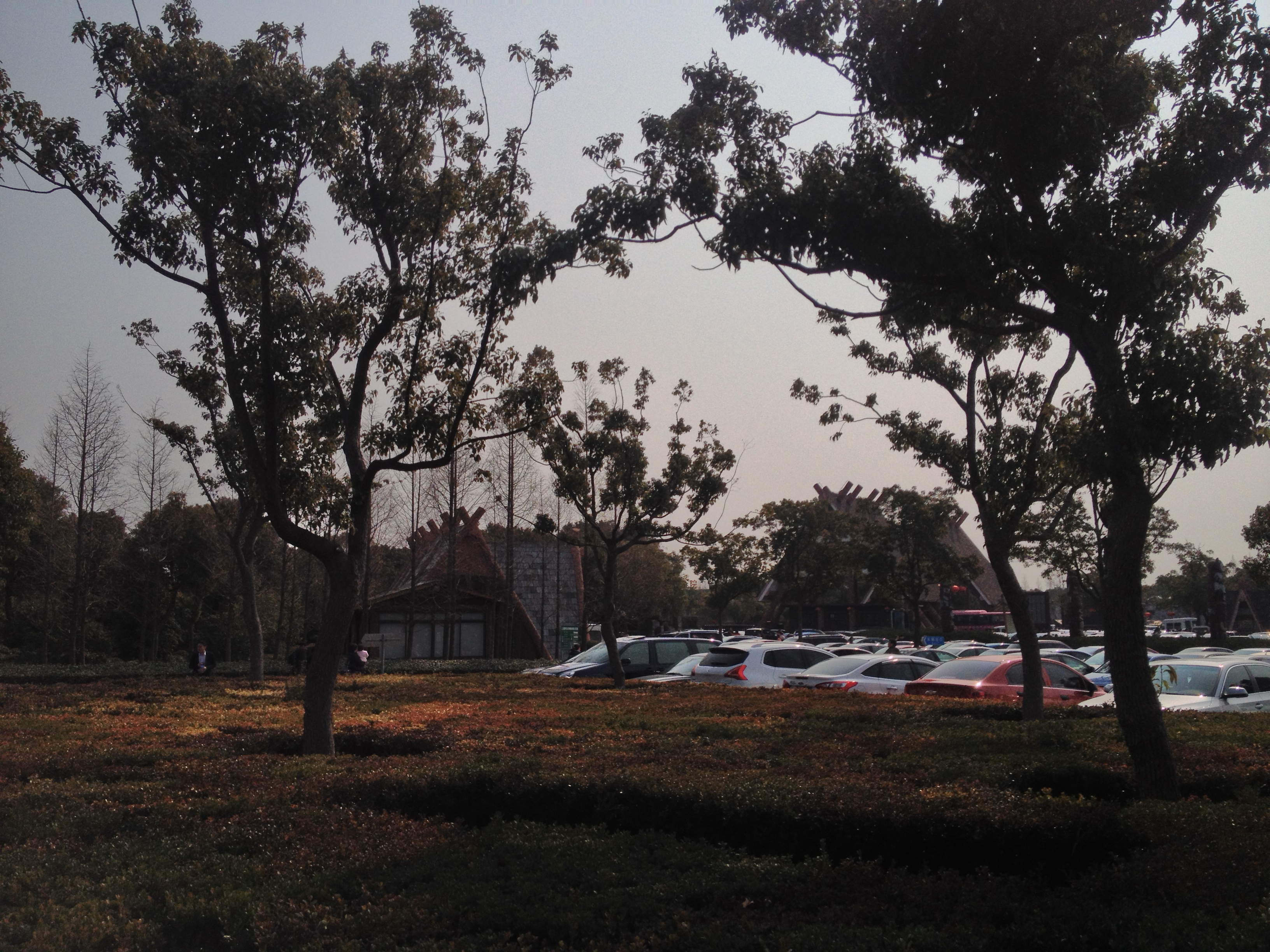
上海野生动物园停车场

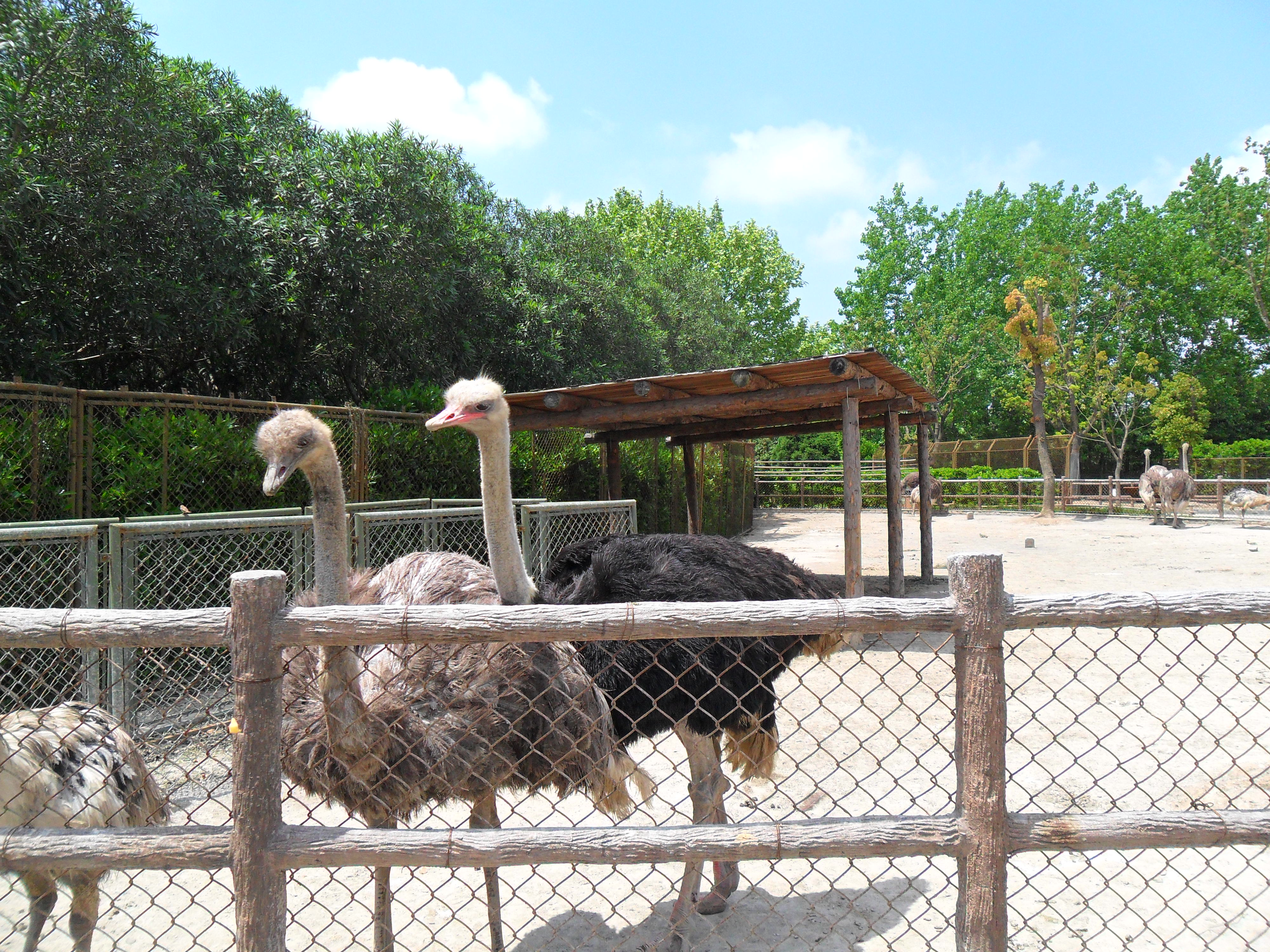
上海野生动物园内的鸵鸟

上海野生动物园是由中國上海市人民政府和国家林业局合作建设的中国首座国家级野生动物园，位于上海市浦东新区宣桥镇南六公路178号，占地153公顷（2,300亩），距上海市中心约35公里。

## 历史
上海野生动物园园投资3亿元人民币，于1995年11月18日正式对外开放，是中国首批AAAA级旅游景点。
2007年5月8日，上海野生动物园经国家旅游局正式批准为国家5A级旅游景区。
2019年8月8日，上海野生动物园推出中国首个特色夜间野生动物园项目。2020年9月，上海野生动物园和上海科技馆配备AED、急救箱等设备。
2020年10月17日，上海野生動物園一名工作人員在車入區被群熊撕咬身亡。此後車入區一度暫停開放。

## 园区
园内汇集着世界各地具有代表性的动物和珍稀动物200余种，上万余头（只），其中更包括有来自国外的长颈鹿、斑马、羚羊及白犀牛等，以及中国一级保护动物大熊猫、金丝猴、金毛羚牛等。

### 车入区
车入区为动物散放养展示，游客乘坐车辆进行参观，展示有斑马、羚羊、角马、犀牛、猎豹、东北虎、非洲狮、熊、狼等。乘客可以选择乘坐免费的封闭式客车参观，也可乘坐收费的非封闭式投食车参观。

### 步行区
游客可观赏到大熊猫、非洲象、亚洲象、长颈鹿、黑猩猩、长臂猿、狐猴、火烈鸟、朱鹮等。

### 演出
- 动物迎宾及大巡游
- 海狮表演
- 大型广场艺术表演
- 跑狗、跑马表演
- 俄罗斯国家大马戏（收费）

## 交通線路
- █ 16号线：野生动物园站（距动物园正门2公里）
- 南新线
- 张南线
- 沪南线
- 惠南6路

## 周围环境
- 上海浦东国际机场
- 上海迪士尼乐园
- 滴水湖